# Oekonux
Oekonux ist eine Wortverbindung von „Oekonomie“ und „GNU/Linux“. Das Projekt Oekonux wurde gegründet, um zu untersuchen, welche Potenziale freie Software hat, die herrschenden politischen und ökonomischen Strukturen grundlegend zu ändern.

## Geschichte des Projekts
Auf der ersten „Wizards-of-OS“-Konferenz im Juli 1999 gab es eine spontane Diskussionsrunde zu dem Panel „Neue Ökonomie?“. Daraufhin wurde eine Mailingliste eingerichtet, mit deren Hilfe Interessierte sich austauschen konnten. Neben der Mailingliste entstand eine Webpräsenz, auf der Texte veröffentlicht werden.
Im April 2001 und November 2002 wurden Oekonux-Konferenzen organisiert. An der zweiten Konferenz nahmen über hundert Menschen teil, drei Tage lang dauerte die Veranstaltung, viele Referate und Workshops wurden angeboten. Die dritte Konferenz fand im Mai 2004 in Wien und die vierte Konferenz im März 2009 in Manchester statt.
Im Januar 2004 startete die Oekonux-Gemeinschaft ein Wiki.
Im April 2013 wurde das Projekt eingestellt. Alle Ressourcen sind als historische Dokumente weiterhin online verfügbar. Zwei bereits während der Laufzeit von Oekonux gegründete Initiativen gelten als Nachfolge-Projekte: Der 2006 gebildete kollektive Blog keimform.de und das 2009 gegründete englischsprachige Journal Critical Studies in Peer Production, das inzwischen in Journal of Peer Production umbenannt wurde.